# Hal March
Hal March (nacido como Harold Mendelson, San Francisco, California, 22 de abril de 1920-Los Ángeles, California, 19 de enero de 1970) fue un actor y humorista de nacionalidad estadounidense.

## Primeros años
Nacido en San Francisco (California) en una familia de origen judío, March se dio a conocer formando equipo con Bob Sweeney interpretando números humorísticos en un programa radiofónico propio en los inicios de la década de 1950, Sweeney & March. En los inicios de las emisiones televisivas también colaboró con el actor y cómico Tom d’Andrea.

## The $64,000 Question
Al principio de su carrera televisiva, March actuó en shows como Burns and Allen, The Imogene Coca Show y I Love Lucy. Sin embargo, su mayor fama le llegó con el concurso The $64,000 Question, que dirigió desde 1955 a 1958. Además de presentar el programa, March cantó una versión del tema musical del show en 1956, que se tituló «Love is the Sixty-Four Thousand Dollar Question».
Como consecuencia del escándalo de los concursos televisivos de los años cincuenta, el show se canceló y, con la excepción de unos pocos papeles en películas como Hear Me Good y Send Me No Flowers, March estuvo casi una década sin trabajar. 
Para mantenerse ocupado intervino en varias sitcoms en 1966. Así, fue el padre de Jeff, amigo de Gidget, en el episodio de Gidget «In and Out with the In-Laws», y el director del corrupto estudio Renaldo’s Dance Au Go Go en la entrega de The Monkees «Dance Monkee, Dance». Otras series en las que trabajó fueron Hey, Landlord y The Lucy Show, además del largometraje A Guide for the Married Man. March también fue protagonista de un episodio piloto rodado en 1961 para una comedia titulada I Married a Dog, pero que no llegó a venderse.
A March se le concedieron dos estrellas en el Paseo de la Fama de Hollywood, una en el 6538 de Hollywood Boulevard por su actividad televisiva, y otra en el 1560 de Vine Street por su trabajo en la radio.

## Vida personal
March se casó en 1956 con Candy Toxton, la cual tenía dos hijos de un matrimonio previo, Steve March Tormé y Melissa.  Aunque no los adoptó legalmente, March fue su padrino, y tuvo otros tres hijos con Candy—Peter, Jeffrey y Victoria.
La carrera de March tuvo un giro afortunado en julio de 1969, cuando empezó a presentar el concurso It's Your Bet. Desgraciadamente, tras completar 13 semanas de grabaciones su salud se deterioró y le fue diagnosticado un cáncer de pulmón, enfermedad resultante del tabaquismo de March.
Hal March falleció en enero de 1970 en Los Ángeles, California. Tenía 49 años de edad. Fue enterrado en el Cementerio Hillside Memorial Park de Los Ángeles.